# Leratia
Leratia là một chi rêu trong họ Orthotrichaceae.